# Power, Corruption & Lies
| Críticas profissionais | Críticas profissionais |
| Avaliações da crítica  | Avaliações da crítica  |
| Fonte                  | Avaliação              |
| ---------------------- | ---------------------- |
| All Music Guide        | link                   |

Power, Corruption & Lies é o segundo álbum de estúdio da banda de rock e música eletrônica New Order, lançado em 1983.

## Sobre o álbum
Uma das características mais marcantes desse álbum é o processo de transição que tornou a proposta musical do New Order mais clara, diferente do que havia ocorrido no LP de estréia, Movement. Em suas primeiras gravações, o New Order soava ambíguo: ao mesmo tempo em que as canções apontavam para uma direção nova, mas ainda não muito precisa, permaneciam impregnadas de características herdadas do Joy Division (os temas sombrios, depressivos, e os arranjos atmosféricos). Entretanto, a nova proposta pretendida pelo grupo, ou seja, a síntese equilibrada entre o pós-punk, experimentalismo eletrônico e ritmos dançantes, vinha se desenvolvendo desde os singles "Temptation", de 1982, e "Blue Monday" (este último lançado dois meses antes de "Power, Corruption & Lies").
Com Power Corruption and Lies, o New Order definitivamente se consolidou como pioneiro do dance rock. E algumas das canções do álbum lançaram as bases do som techno e dentre elas a mais importante talvez seja "586", faixa baseada nos experimentos com programação rítmica do baterista Stephen Morris com o Oberheim-DMX e nascida de uma música embrionária conhecida como "Hacienda", também chamada por alguns como "Prime 5-8-6", e que anos mais tarde (mais precisamente em 1997) apareceria num CD single rebatizada com o nome "Video 5-8-6". Esta composição possui o tradicional ritmo "bate-estaca", como em "Blue Monday", que é o elemento característico da eletrônica dance desde que o grupo alemão Kraftwerk lançou a fórmula do gênero com Trans-Europe Express, em 1977.
Cabe dizer que um dos maiores hits do álbum, a canção "Your Silent Face", possui um arranjo claramente inspirado em "Trans-Europe Express" e, por esta razão, o New Order a apelidou de "Kraftwerk One" (KW1). O disco possui outros clássicos do repertório neworderiano, como "Age of Consent" (com seu marcante riff de baixo), "We All Stand" (uma faixa mais ao estilo desolador típico do Joy Division) e a pulsante "Ultraviolence".
Em 1989, a revista Rolling Stone colocou "Power, Corruption and Lies" na posição de número #94 em sua lista dos "100 Melhores Álbuns dos Anos 80". Em 2012, a revista Slant colocou o álbum na posição de número #23 em sua lista dos "Melhores Álbuns dos Anos 80".
Em 2010, A capa de "Power, Corruption and Lies" foi transformada em selo pelo Royal Mail (o serviço postal do Reino Unido), fazendo parte de uma leva de 10 selos em homenagem a "10 álbuns clássicos do Rock britânico".

## Faixas
Todas as músicas compostas por Bernard Sumner, Peter Hook, Stephen Morris e Gillian Gilbert.
| N.º | Título             | Duração |  |
| 1.  | "Age of Consent"   | 5:15    |  |
| 2.  | "We All Stand"     | 5:14    |  |
| 3.  | "The Village"      | 4:37    |  |
| 4.  | "586"              | 7:31    |  |
| 5.  | "Blue Monday"      | 7:27    |  |
| 6.  | "Your Silent Face" | 6:00    |  |
| 7.  | "Ultraviolence"    | 4:52    |  |
| 8.  | "Ecstasy"          | 4:25    |  |
| 9.  | "Leave Me Alone"   | 4:41    |  |